# J. E. F. De Kok
Johannes Egbert Frederik de Kok (* 6. Januar 1882 in Maastricht; † 28. Oktober 1940 in Den Haag) war ein niederländischer Manager. De Kok amtierte von 1936 bis 1940 als Generaldirektor (General managing director) des Royal Dutch Shell Konzerns.

## Leben und Tätigkeit
Nach dem Besuch der königlichen Militärakademie in Breda war de Kok kurzzeitig als Infanterieoffizier in Niederländisch-Indien eingesetzt, musste aber aus gesundheitlichen Gründen bald wieder in die Heimat zurückkehren. Stattdessen nahm er das Studium der Chemie in Delft auf, das er 1908 mit Auszeichnung abschloss.
1908 trat de Kok als Ingenieur in die Bataafsche Petroleum Maatschappij  (Batavian Oil Company), eine Tochtergesellschaft von Royal Dutch Shell, ein. In den folgenden drei Jahrzehnten durchlief er eine steile Karriere in diversen Unternehmen des Shell-Konzerns.
Als Henri Deterding, der die Geschicke des Royal Dutch Shell Konzerns seit dem Jahr 1900 bestimmt hatte, 1936 in den Ruhestand ging, wurde de Kok sein Nachfolger als Generaldirektor von Shell.
Aufgrund seiner wichtigen Stellung in der internationalen Wirtschaft geriet de Kok Ende der 1930er Jahre ins Visier der nationalsozialistischen Polizeiorgane: Im Frühjahr 1940 setzte das Reichssicherheitshauptamt in Berlin, das ihn irrtümlich in Großbritannien vermutete, de Kok auf die Sonderfahndungsliste G.B., ein Verzeichnis von Personen, die im Falle einer erfolgreichen deutschen Invasion Großbritanniens durch die Sonderkommandos der SS-Einsatzgruppen mit besonderer Priorität ausfindig gemacht und verhaftet werden sollten.
De Kok starb 1940 an einem Herzleiden im Krankenhaus von Den Haag.